# Dreifaltigkeitskloster
Ein Dreifaltigkeitskloster ist ein der Dreifaltigkeit gewidmetes Kloster. Dazu zählen:

## Römisch-Katholische Kirche

### Deutschland
- Dreifaltigkeitskloster Bad Driburg (Steyler Missionare)
- Dreifaltigkeitskloster Laupheim (Steyler Missionsschwestern)
- Cellitinnenkloster Dreifaltigkeit, Köln
- Dreifaltigkeitskloster Landsberg am Lech, Dominikanerinnen
- Kloster zur Heiligsten Dreifaltigkeit, Passionisten, Schwarzenfeld

### Frankreich
- Abbaye Sainte-Trinité de Belchamp im Gemeindegebiet von Méhoncourt, Département Meurthe-et-Moselle
- Sainte Trinité (Caen), Benediktinerinnen
- Abbaye de Sainte-Trinité (Lessay), Benediktinerinnen
- Abbaye Sainte-Trinité de La Lucerne, Abtei in La Lucerne-d’Outremer, Département Manche, Normandie, siehe Abtei de La Lucerne
- Abbaye de la Sainte-Trinité (Morigny), Abtei in Morigny-Champigny, Département Essonne
- Abbaye de la Sainte-Trinité de Savigny, Ruine einer Zisterzienserabtei in Savigny-le-Vieux, Département Manche, Normandie, siehe Kloster Savigny
- Abbaye de la Sainte-Trinité (Tiron), Abtei in Thiron-Gardais, Département Eure-et-Loir

### Irland
- Black Abbey, Dominikaner, Kilkenny
- Kloster Clonkeenkerrill, Franziskaner, County Galway
- Red Abbey Cork

### Italien
- Abtei Cava de’ Tirreni, Benediktiner, Provinz Salerno,
- Kloster Santa Trinità dei Monti (deutsch: Allerheiligste Dreifaltigkeit vom Berge; auch: Santissima Trinità al Monte Pincio, lat. Sanctissimae Trinitatis in Monte Pincio), Communautés Monastiques de Jérusalem, Rom

### Slowenien
- Kloster Sveta Trojica, Franziskaner (OFM), Gemeinde Sveta Trojica v Slovenskih goricah (deutsch: Heilige Dreifaltigkeit in den Windischen Büheln)

## Orthodoxe Klöster

### Bulgarien
- Patriarchenkloster Weliko Tarnowo, bulgarisch-orthodox

### Deutschland
- Dreifaltigkeitskloster Buchhagen, bulgarisch-orthodox

### Griechenland
- Kloster Agia Triada Tzangarolon (auch: Mourtanon), auf der in Akrotiri-Halbinsel bei Chania, Kreta, griechisch-orthodox
- Kloster der Heiligen Dreifaltigkeit, Kalamata, seit 1986 leerstehend
- Kloster Agía Triáda (Heilige Dreifaltigkeit), Meteora, griechisch-orthodox

### Moldau
- Dreifaltigkeitskloster Saharna

### Polen
- Kloster der Heiligen Dreifaltigkeit und des Erlösers, russisch-altorthodox, in Wojnowo (deutsch: Eckertsdorf)

### Rumänien
- Dreifaltigkeitskloster Strâmba
- Kloster Heilige Dreieinigkeit in Moişeni bei Negrești-Oaș, Frauenkloster

### Russland
- Dreifaltigkeitskloster von Sergijew Possad, russisch-orthodox
- Kloster der Heiligen Dreifaltigkeit, Tjumen, russisch-orthodox
- Kloster der Heiligen Dreifaltigkeit von Turuchansk, russisch-orthodox

### Serbien
- Dreifaltigkeitskloster (Bijele Vode), serbisch-orthodox

### Ukraine
- Dreifaltigkeitskloster Derman, ukrainisch-orthodox
- Dreifaltigkeitskloster Kiew, ukrainisch-orthodox
- Dreifaltigkeitskloster Tschernihiw